# Landmark (Shenzhen)
Pour les articles homonymes, voir Landmark.
Le Landmark est un gratte-ciel de 206 mètres construit en 2007 à Shenzhen en Chine. 